# 桶本正夫
桶本 正夫（おけもと まさお、1922年6月2日 - 2008年12月19日）は、日本の経営者。神奈川新聞社社長、会長を務めた。

## 来歴・人物
福岡県出身。1949年に東京大学法学部政治学科を卒業し、同年に朝日新聞社に入社した。1981年1月には神奈川新聞社社長に就任した。1992年6月に会長に就任し、1993年12月から相談役を務めた。
2008年12月19日、肺炎のために死去。86歳没。